# Arctia catarryta
Arctia catarryta là một loài bướm đêm thuộc phân họ Arctiinae, họ Erebidae.